# Кингпайом, Метини
Метини Вашингтон Кингпайом (тайск. เมทินี วอชิงตัน กิ่งโพยม;
11 июня 1972 года) — таиландская актриса, фотомодель и телеведущая.

## Биография
Родилась в Мэриленде в семье тайских иммигрантов, переселившихся в США в начале 70-х годов. Когда ей было 20 лет, решила уехать в Таиланд, где начала работать фотомоделью и в том же году победила в конкурсе красоты «Мисс Таиланд 1992», а затем была признана мисс континентов Азия и Океания. Её фотографии украшали обложки тайских изданий журналов Elle и Vogue. Сыграла главные роли в многочисленных теле- и кинофильмах тайского производства. В 2007 году вышла замуж за некоего Эдварда Шарплза (англ. Edward Sharples, которому родила сына.

## Избранная фильмография
- Клонг (1998)
- Провинция 77 (2002)
- Холестериновая любовь (2004)
- Миа (2005)
- Ртуть (2006)
- The Headless Family (2010)